# Юшур (річка)
Юшу́р (рос. Юшур) — річка в Удмуртії (Краногорський та Ігринський райони), Росія, права притока Кільмезю.
Річка починається з невеликого озерця на західній околиці села Юшур Красногорського району. Протікає спочатку на південний захід, потім південний схід. Гирло річки знаходиться вже на території Ігринського району. Впадає до Кільмезі на території села Малягурт. Річка протікає повністю через лісові масиви, приймає декілька дрібних приток.
В гирлі розташоване село Малягурт, де через річку збудовано залізничний міст для вузькоколійної залізниці.